# This Love (canção de Taylor Swift)
"This Love" é uma canção escrita e gravada pela cantora e compositora norte-americana Taylor Swift. Foi inclusa em seu quinto álbum de estúdio, 1989, lançado em 27 de outubro de 2014. Produzida pela mesma em parceria de Nathan Chapman, é uma música que mistura electropop, soft rock e synth-pop.
Em geral, foi recebida com opiniões mistas pela crítica especialista em música contemporânea. Enquanto alguns críticos rotularam a faixa como um destaque do 1989, outros a consideraram sua produção inadequada para a sonoridade otimista do álbum.

## Antecedentes e lançamento
Em julho de 2013, Swift revelou que as sessões de composição para seu novo álbum já haviam começado e que havia formado uma lista de colaboradores com quem queria trabalhar, uma experiência descrita por si como finalmente ter encontrado "as pessoas com as quais teve bastante conexão no estúdio" e que, embora soubesse com quem queria voltar a trabalhar, desenvolveu "uma longa lista de pessoas que admirava e com quem queria manter contato". As sessões de composição das canções do álbum tiveram duração de seis meses, com a artista afirmando que o disco estava "certamente se transformando", indicando que o seu objetivo era de prosseguir com as mudanças que havia iniciado com Red; todavia, se questionava sobre as técnicas a usar para tal. No mesmo mês, a artista informou já ter bastante material pronto, comentando: "Estou feliz porque já evoluí para um novo som, e era tudo que eu queria". Segundo ela, a mudança "ocorreu naturalmente", embora tenha levado dois anos para se concluir, explicando que normalmente levava, no mínimo, um ano para encontrar um novo som e escrever novas canções, sendo esse o tempo necessário para que pudesse "se despojar do som do último álbum e recomeçar".
"No processo de todas essas mudanças que ocorreram nos últimos dois anos, minha música mudou. Eu acordava todos os dias gravando este disco, mas não queria fazer um estilo musical que nunca ouvi antes".
— Swift a fazer declarações à respeito de 1989 em entrevista à ABC News.

Scott Borchetta, chefe executivo e presidente da Big Machine Records, revelou à Rolling Stone que Martin havia trabalhado na maior parte do material do disco, induzindo a revista a concluir que este seria o projeto "mais pop" de Swift. A cantora confirmou em uma transmissão ao vivo à Yahoo! que lançaria uma edição deluxe do disco exclusivamente na Target, contendo três faixas bônus. Em 22 de outubro de 2014, ela revelou oficialmente a lista de faixas de 1989 através de sua conta no Instagram. Por fim, o disco foi finalmente lançado em 27 de outubro.

## Estrutura musical e conteúdo
Musicalmente, é uma obra dos gêneros electropop, soft rock e synth-pop que contém influências de música da década de 1980. O seu conteúdo lírico faz referência à um renascimento de um romance desbotado de Swift.

## Crítica profissional
Rob Sheffield, da revista Rolling Stone, selecionou "This Love" como uma das três melhores faixas do 1989, junto de "How You Get the Girl" e "Clean". Em uma resenha do álbum para a musicOMH, Shane Kimberline a elogiou como a melhor música do álbum, enfatizando o refrão e as letras "clássicas de Swiftian". Jon Caramanica, do The New York Times, achou a composição de Swift em "This Love" menos detalhista em comparação com seus trabalhos anteriores; Mikael Wood, do Los Angeles Times, questionou a letra genérica. Marah Eakin do The A.V. Clube considerou "This Love" como uma das canções mais fracas do disco por causa de sua balada midtempo em comparação com a produção animada do álbum, e Corey Beasley do PopMatters achou a balada atmosférica fora do lugar para o som geral do álbum.

## Créditos
Os créditos seguintes foram adaptados do encarte do álbum 1989 (2014) e do portal Allmusic:
- Taylor Swift — composição, vocalista
- Nathan Chapman —  produção, programação, teclado, bateria, guitarra, guitarra acústica
- Jason Campbell — diversos
- John Hanes — engenharia de mixagem
- Serban Ghenea — mixagem

## Desempenho comercial
"This Love" estreou no número 84 da tabela Canadian Hot 100 em 15 de novembro de 2014. Nos Estados Unidos, fez a sua estreia dentro das cem melhores posições da Bubbling Under no posto 19. Além disso, "This Love" recebeu o certificado de platina pela Recording Industry Association of America (RIAA), indicando que um milhão de unidades foram vendidas no território.

## Tabelas semanais
| \| Tabela musical (2014) \| Melhor posição \| \| --------------------------------------- \| -------------- \| \| Canadá (Canadian Hot 100) \| 84 \| \| Estados Unidos (Bubbling Under Hot 100) \| 19 \| |                |
| Tabela musical (2014) | Melhor posição |
| Canadá (Canadian Hot 100) | 84             |
| Estados Unidos (Bubbling Under Hot 100) | 19             |

## Certificações e vendas
| \| Região \| Certificação \| Vendas \| \| ----------------------------------------------------------- \| ------------ \| ---------- \| \| Estados Unidos (RIAA) \| Platina \| 1,000,000‡ \| \| ‡vendas+dados de streaming baseados somente na certificação \| \| \| |              |            |
| Região | Certificação | Vendas     |
| Estados Unidos (RIAA) | Platina      | 1,000,000‡ |
| ‡vendas+dados de streaming baseados somente na certificação |              |            |

## This Love (Taylor's Version)
Uma regravação da música, intitulada "This Love (Taylor's Version)", foi lançada em 6 de maio de 2022, via Republic Records, sendo o segundo lançamento relacionado ao 1989 (Taylor's Version). A regravação faz parte do plano de Swift de regravar seu catálogo anterior, após a disputa pela posse dos masters de seus seis primeiros álbuns.

### Antecedentes e lançamento
Após a disputa com a Big Machine Records em 2019 sobre os direitos dos masters de seus primeiros seis álbuns, incluindo 1989, Swift anunciou sua meta de regravar cada um desses álbuns. Em 17 de setembro de 2021, Swift lançou "Wildest Dreams (Taylor's Version)" como single promocional após a faixa original viralizar no TikTok e entrando na trilha sonora do filme Spirit Untamed, levantando rumores das próximas 4 regravações que viriam. "This Love (Taylor's Version)" apareceu pela primeira vez no trailer da série de televisão Amazon Prime Video, The Summer I Turned Pretty, lançado em 5 de maio de 2022. A música foi lançada horas mais tarde, na madrugada do dia 6 de maio.

### Lista de faixas
Download e streaming digitais
1. "This Love (Taylor's Version)" – 4:10
2. "Wildest Dreams (Taylor's Version)" – 3:40

### Desempenho comercial
Nos Estados Unidos, a canção estreou na 50ª posição na Billboard Hot 100. Tornou-se seu recorde de 139ª canção no Hot 100. "This Love (Taylor's Version)" chegou ao top 40 na Austrália (23) e na Nova Zelândia (40).

### Créditos
Créditos adaptados do serviço Tidal.
- Taylor Swift – vocais principais, vocais de fundo, composição, produção
- Christopher Rowe – produção, engenharia vocal
- Matt Billingslea – bateria
- Max Bernstein – sintetizador
- Amos Heller – baixo
- Mike Meadows – violão
- Paul Sidoti – guitarra elétrica
- Derek Garten – edição, engenharia
- Bryce Bordon – engenharia
- David Payne - engenharia de gravação
- Lowell Reynolds – edição, assistente de engenharia de gravação
- Dan Burns – assistente de engenharia
- Serban Ghenea – mixagem
- Randy Merrill – engenharia de masterização

## Histórico de lançamento
| País   | Data              | Formato                    | Gravadora |
| ------ | ----------------- | -------------------------- | --------- |
| Vários | 6 de maio de 2022 | Download digital streaming | Republic  |